# Коррез
Коррез (фр. Corrèze) — департамент Франції на півдні центральної частини країни, один з департаментів регіону Нова Аквітанія. Порядковий номер 19.
Адміністративний центр — Тюль.
Населення 232,6 тис. чоловік (80-е місце серед департаментів, дані 1999 р.).

## Географія
Площа території 5857 км². Департамент ділиться на три частини — гірську (найвища точка — гора Бессу, 978 м), рівнинну і долину річки Брів.
Департамент включає 3 округи, 37 кантонів і 286 комун.

## Історія
Коррез — один з перших 83 департаментів, створених у березні 1790 р. Знаходиться на території колишньої провінції Лімузен.